# لوكاس ويليم ماندوين
لوكاس ويليم ماندوين (بالإندونيسية: Lukas Mandowen)‏ (6 أبريل 1989 في إندونيسيا - ) هو لاعب كرة قدم إندونيسي في مركز الهجوم. شارك مع منتخب إندونيسيا تحت 23 سنة لكرة القدم. أما مع النوادي، فقد لعب مع برسيبورا جايابورا.

## روابط خارجية
- لوكاس ويليم ماندوين على موقع قاعدة بيانات كرة القدم.إي يو (الإنجليزية)
- لوكاس ويليم ماندوين على موقع Soccerway.com (الإنجليزية)